# Rana cascadae
Rana cascadae (tên tiếng Anh: Cascades Frog) là một loài ếch trong họ Ranidae.
Nó được tìm thấy ở miền tây Hoa Kỳ và có thể ở Canada, chủ yếu ở dãy núi Cascade và núi Olympic.